# NGC 4652
NGC 4652 est une très vaste et lointaine galaxie spirale située dans la constellation de la Grande Ourse. Sa vitesse par rapport au fond diffus cosmologique est de 13 077 ± 10 km/s, ce qui correspond à une distance de Hubble de 193 ± 14 Mpc (∼629 millions d'al). NGC 4652 a été découverte par l'astronome britannique John Herschel en 1831.
Selon la base de données Simbad, NGC 4652 est une galaxie LINER, c'est-à-dire une galaxie dont le noyau présente un spectre d'émission caractérisé par de larges raies d'atomes faiblement ionisés.